# هیکی توکیکازو
هیکی توکیکازو (به ژاپنی: 比企 時員 ひき ときかず); تولد نامشخص – مرگ ۱۵ اکتبر ۱۲۰۳ در اوایل دوره کاماکورا سامورایی، گوکه‌نین از خاندان هیکی و پسر هیکی یوشیکازو اهل ژاپن بود. خواهر او همسر دومین شوگون از شوگون‌سالاری کاماکورا، میناموتو نو یوری‌ایه و مادر میناموتو نو ایچیمان بود.